# Amata pseudocloelia
Amata pseudocloelia är en fjärilsart som beskrevs av Turati 1917. Amata pseudocloelia ingår i släktet Amata och familjen björnspinnare. Inga underarter finns listade i Catalogue of Life.